# Albert Pérez Anglès
Albert Pérez Anglès (Valls, Alt Camp, 3 de febrer de 2001) és un esquiador i corredor de muntanya català.
L'atleta vallenc, del Club Excursionista La Xiruca Foradada del Pla de Santa Maria integrat a la Federació d'Entitats Excursionistes de Catalunya, participant en el marc de la selecció espanyola, ha aconseguit una trajectòria ascendent en les curses de muntanya en què participa i també en l'esquí de muntanya. Així, l'agost del 2018 va participar en la carrera que va tenir lloc al massís del Gran Sasso, a Fonte Cerreto, situat a la regió italiana de l'Aquila, i es va fer amb la medalla de plata al Mundial Juvenil de Curses de Muntanya, en la modalitat d'Skyrunning.
El març del 2021 en la tercera jornada del Campionat del Món d'esquí de muntanya d'Andorra, Albert Pérez aconseguí el títol de subcampió, en la categoria U20, a la prova vertical. El març del 2022, amb l'equip CE Cerdanya Skimo Team, va aconseguir el títol de campió d'Espanya d'esquí de muntanya en el marc del campionat estatal d'esquí de muntanya celebrat a Sierra Nevada. El juny del 2022 aconseguí el triomf a la competició de l'Olla de Núria, en la modalitat de l'Olla de Núria Vertical.